# أوري (خدا أفرين)
أوری هي قرية في مقاطعة خدا أفرين، إيران. عدد سكان هذه القرية هو 121 في سنة 2006.